# Fantasia su canti natalizi
La Fantasia su canti natalizi è una fantasia del 1912 per baritono, coro e orchestra del compositore inglese Ralph Vaughan Williams.

## Storia
Fu eseguita per la prima volta il 12 settembre 1912 al Three Choirs Festival nella Cattedrale di Hereford; fu diretta dal compositore con il baritono Campbell McInnes. L'opera è costituita dai canti popolari inglesi "La verità inviata dall'alto", "Venite tutti degni signori" e "Nella notte di Natale cantano tutti i cristiani" (ovvero il Sussex Carol), tutte canzoni popolari raccolte nell'Inghilterra meridionale da Vaughan Williams e dal suo amico Cecil Sharp qualche anno prima. Queste sono inframezzate con brevi citazioni orchestrali di altri canti, come The First Nowell.
Il primo lavoro rimane popolare presso le società corali e talvolta è accostato al suo lavoro natalizio più lungo Hodie del 1954. Esiste anche una versione della Fantasia che sostituisce l'orchestra con archi e organo. Una versione puramente orchestrale, in cui la parte solista vocale e corale fu "inserita" negli strumenti orchestrali, fu eseguita nello Studio 8H, New York, il 19 dicembre 1943 dalla NBC Symphony diretta da Leopold Stokowski. La trasmissione di questa versione inedita, presumibilmente arrangiata dal direttore, è stata pubblicata su un CD "Guild Historical" ed è anche caricata su YouTube.

## Struttura
La composizione è articolata in tre sezioni, eseguite senza soluzione di continuità come un singolo movimento:
1. Andante, La verità inviata dall'alto (Mi minore)
2. Moderato, Venite tutti degni signori (Mi maggiore)
3. [L'istesso tempo], Nella notte di Natale cantano tutti i cristiani (sol maggiore)

La durata di un'esecuzione tipica è di 12 minuti circa.

## Organico
- baritono, coro misto (SATB)
- 2 flauti, 2 oboi, 2 clarinetti, 2 fagotti
- 4 corni, 2 trombe, 3 tromboni, tuba
- timpani, triangolo, carillon, organo, archi